# Павлиноглазки
Павлиноглазки, или сатурнии, или глазчатки (лат. Saturniidae), — семейство чешуекрылых. Более 2300 видов.

## Описание
Крупные или очень крупные бабочки с большими широкими крыльями. Размах крыльев большинства видов мировой фауны — 80—140 мм, отдельных видов до 28 см (самка Павлиноглазка геркулес).
Тело вальковатое, густо опушенное. Каждое крыло несет крупное дискоидное «глазчатое» пятно. У ряда родов задние крылья с лировидно вытянутыми анальными углами, в виде хвостов, которые поддерживаются удлинёнными и изогнутыми жилками M3, Cu1, Cu2 и A2.
Усики перистые, с двумя парами выростов на каждом членике, у самок выросты значительно короче, чем у самцов, реже усики самок гребенчатые. Ротовые органы редуцированные: хоботок недоразвит или отсутствует; губные щупики хорошо развитые, прямые или несколько изогнутые вверх и торчащие впереди лба, реже очень маленькие и едва заметные. Ноги укороченные; голени задних ног с 2—3 шпорами.
Сумеречные и ночные бабочки, самцы более активны, у некоторых видов летают днём. Самцы обладают исключительным обонянием, с помощью которого способны отыскивать самок по выделяемым ими феромонам на расстоянии до 1 км и более.
Гусеницы крупные, густо покрыты длинными волосковидными щетинками, реже голые с яркими бородавками с пильчато зазубренными шипами и щетинками. Гусеницы, как правило, полифаги, реже трофически связаны с несколькими близкими видами растений. Развиваются главным образом на широколиственных древесных и кустарниковых растениях, некоторые виды только на хвойных породах. Окукливаются в грубоячеистых или в плотных шелковистых коконах. В умеренной зоне дают одно поколение в год. Коконы некоторых сатурний используют для получения натурального шёлка.

## Ареал
Распространены всесветно, наиболее богато представлены в тропиках и субтропиках Старого и Нового Света.
В мире около 2300 видов и 169 родов. В Палеарктике более 30 видов, в Европе — 10, в России — 12—15 видов.

## Классификация
В семействе выделяют следующие подсемейства:
- Подсемейство Oxyteninae
- Подсемейство Cercophaninae
- Подсемейство Arsenurinae Jordan, 1922
- Подсемейство Ceratocampinae Harris, 1841
- Подсемейство Hemileucinae Grote & Robinson, 1866
- Подсемейство Agliinae Packard, 1893
- Подсемейство Ludiinae Aurivillius, 1904
- Подсемейство Salassinae Michener, 1949
- Подсемейство Saturniinae Boisduval, [1837] 1834

## Галерея

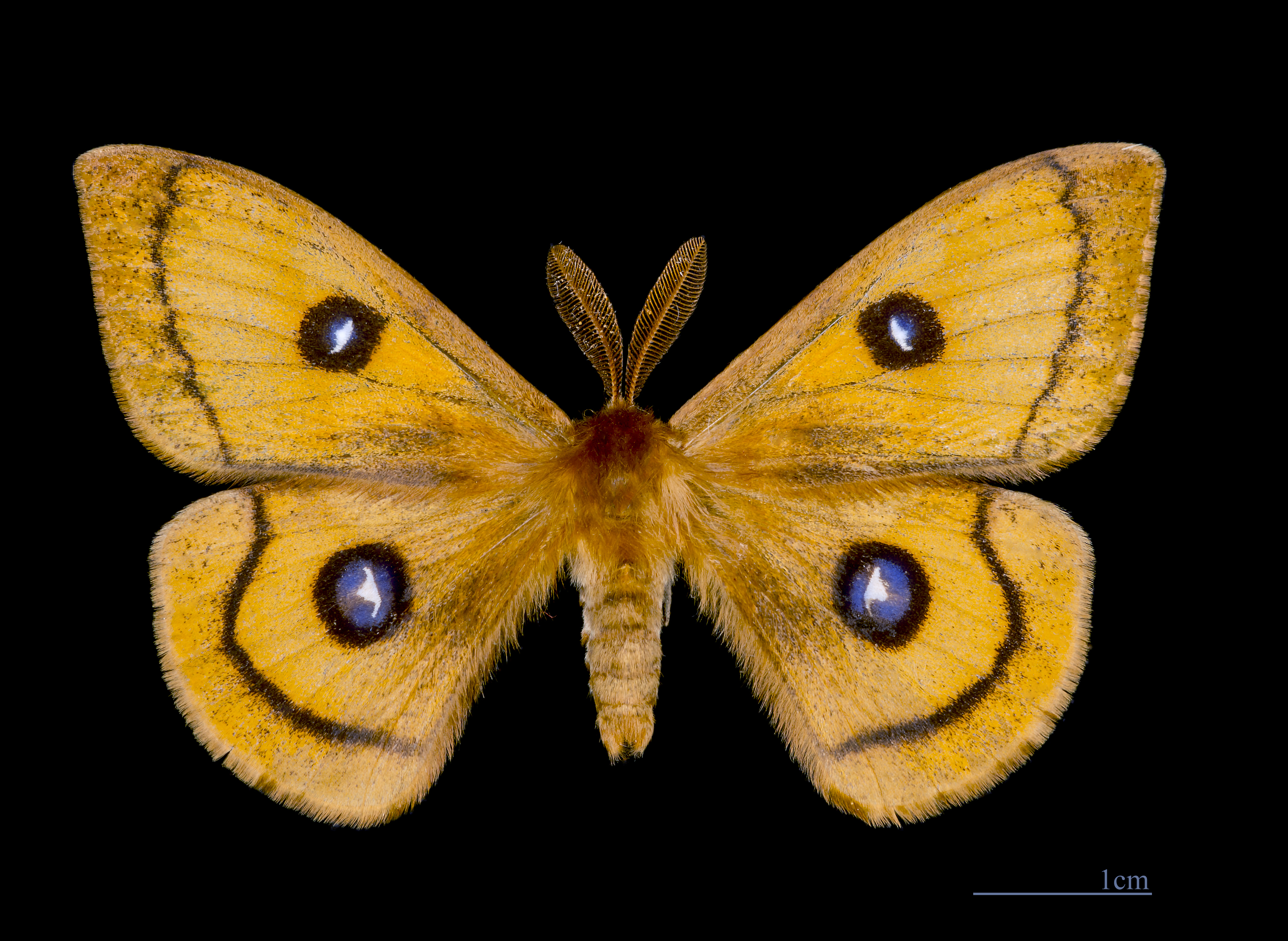
Павлиноглазка рыжая (Aglia tau)
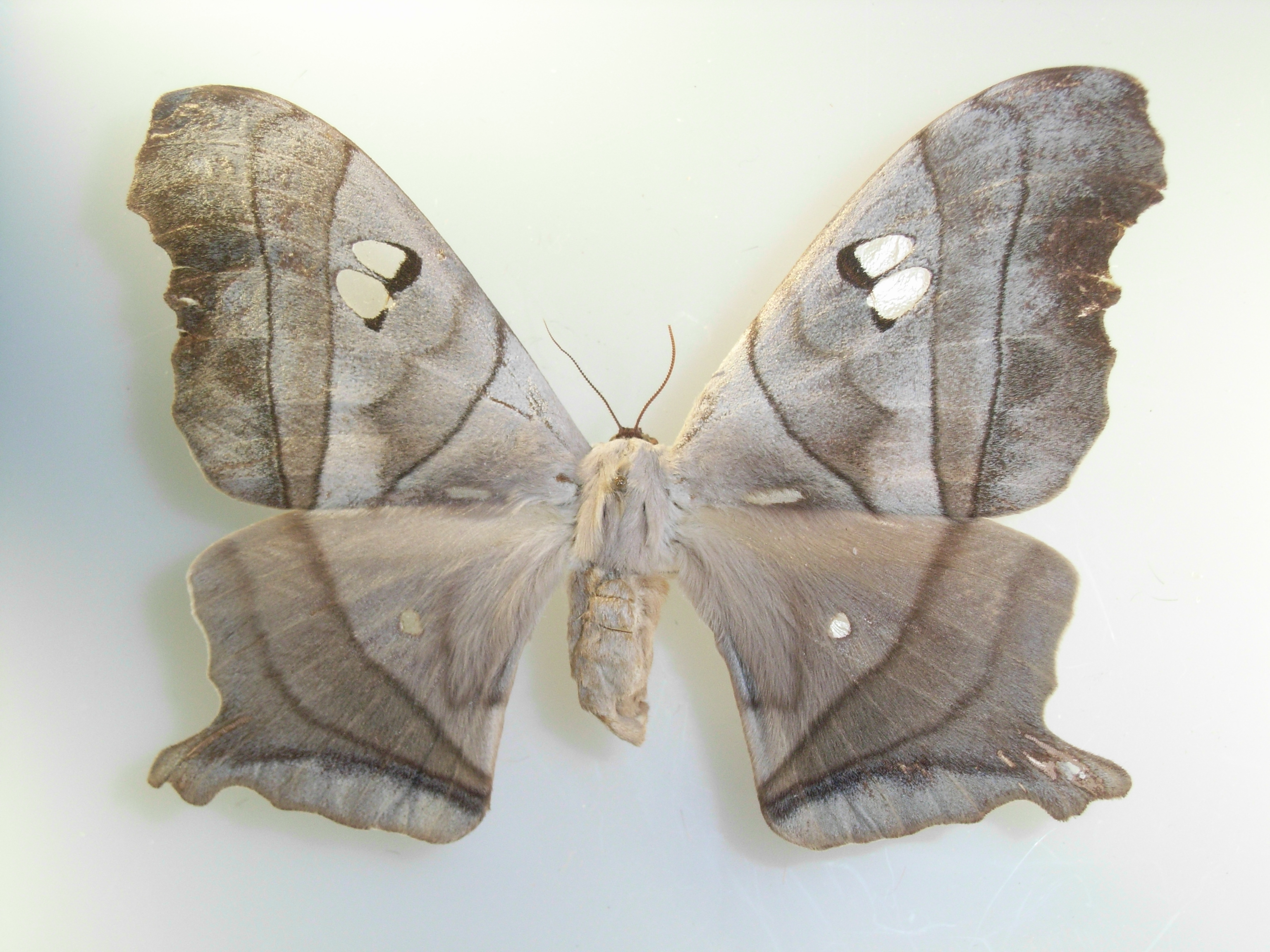
Dysdaemonia boreas
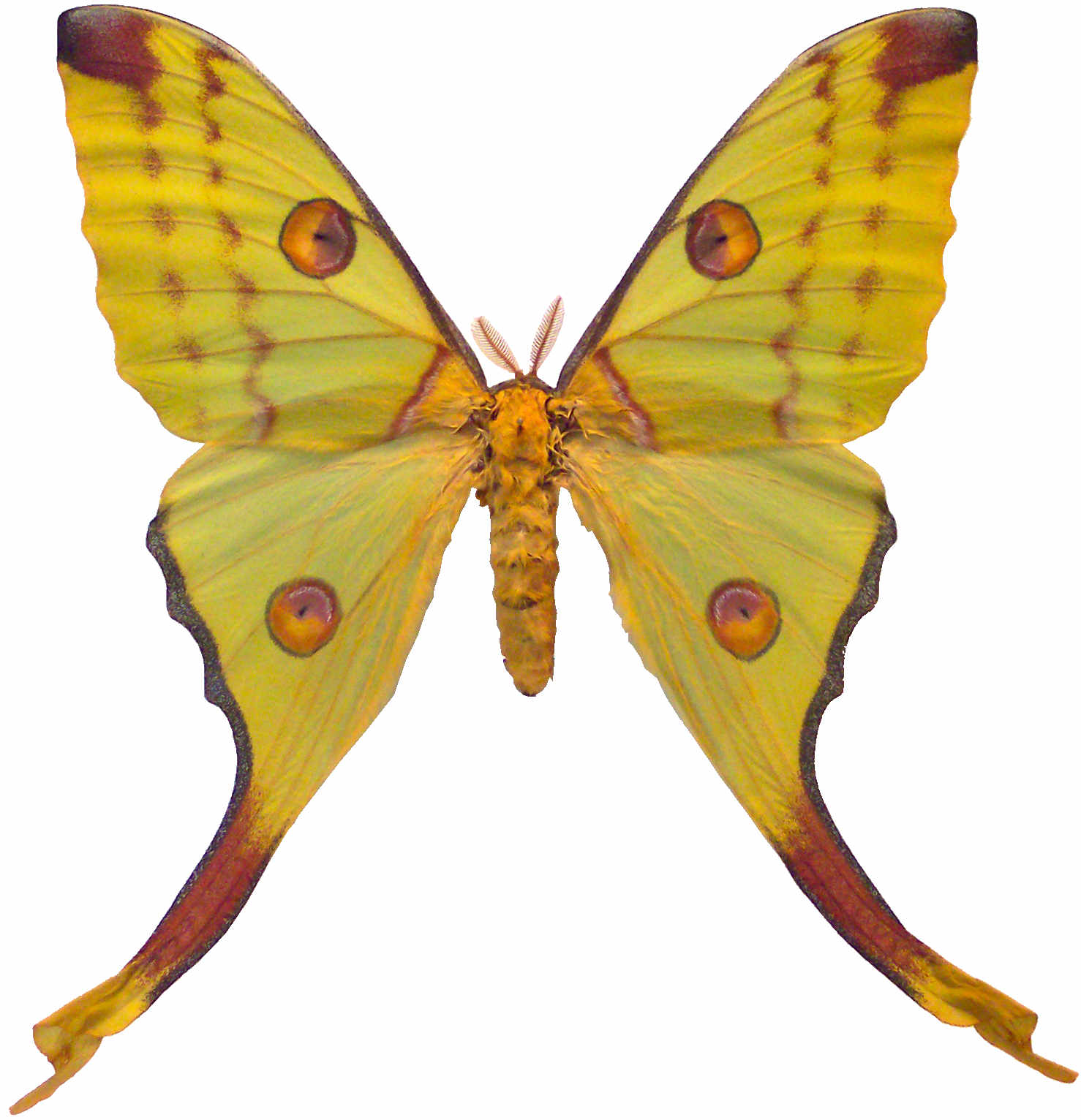
Argema mittrei
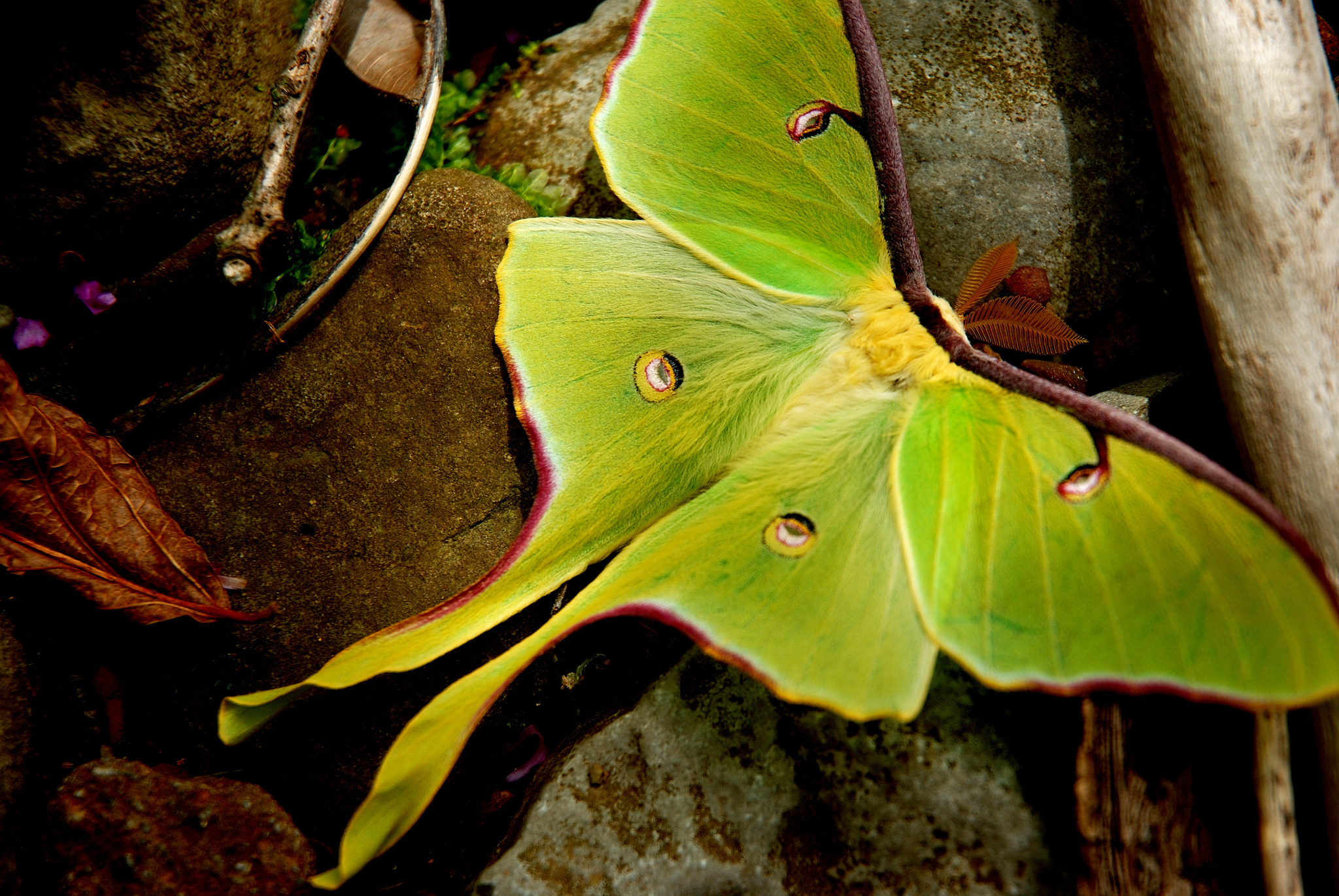
Сатурния луна (Actias luna)
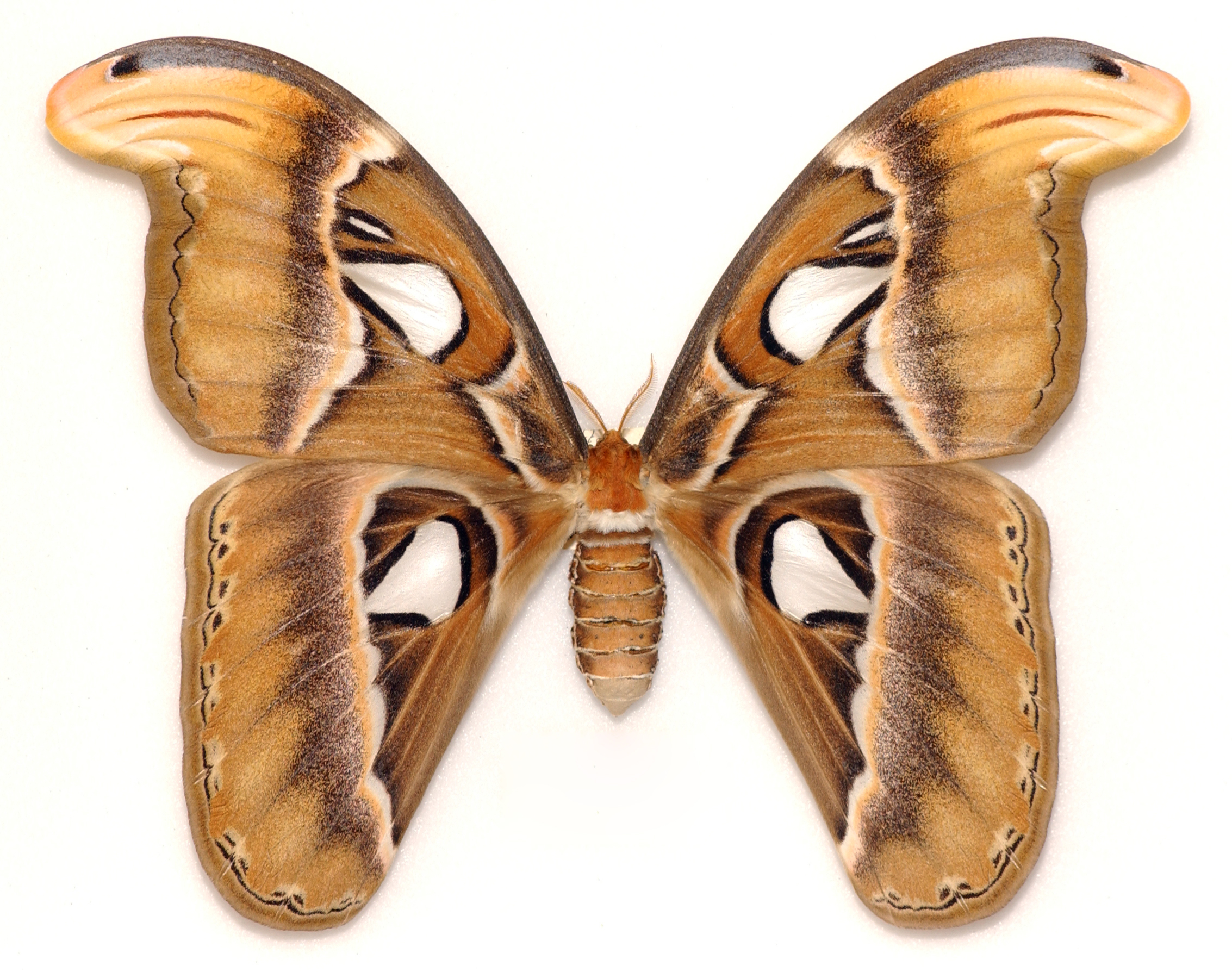
Павлиноглазка атлас (Attacus atlas)
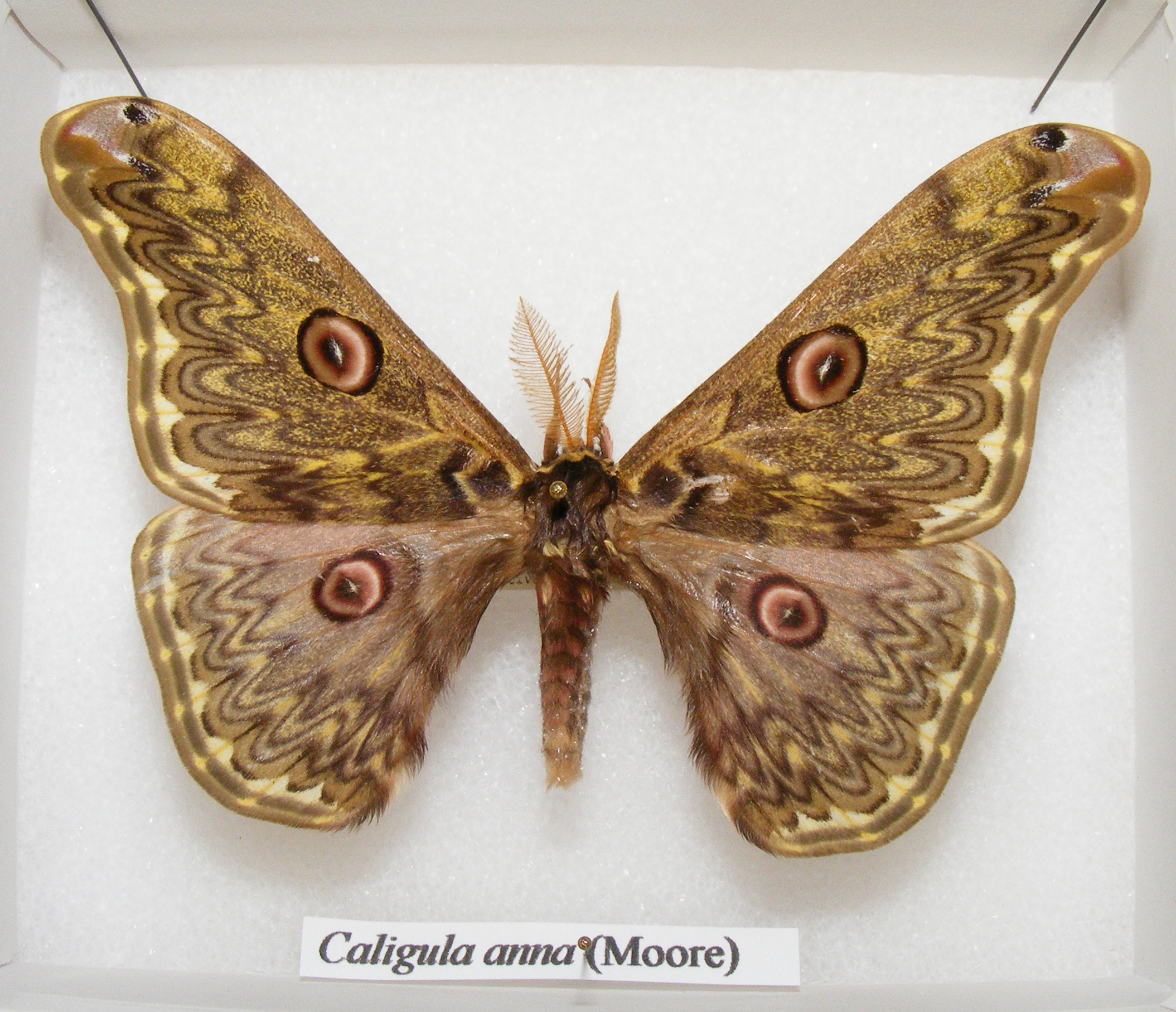
Caligula anna
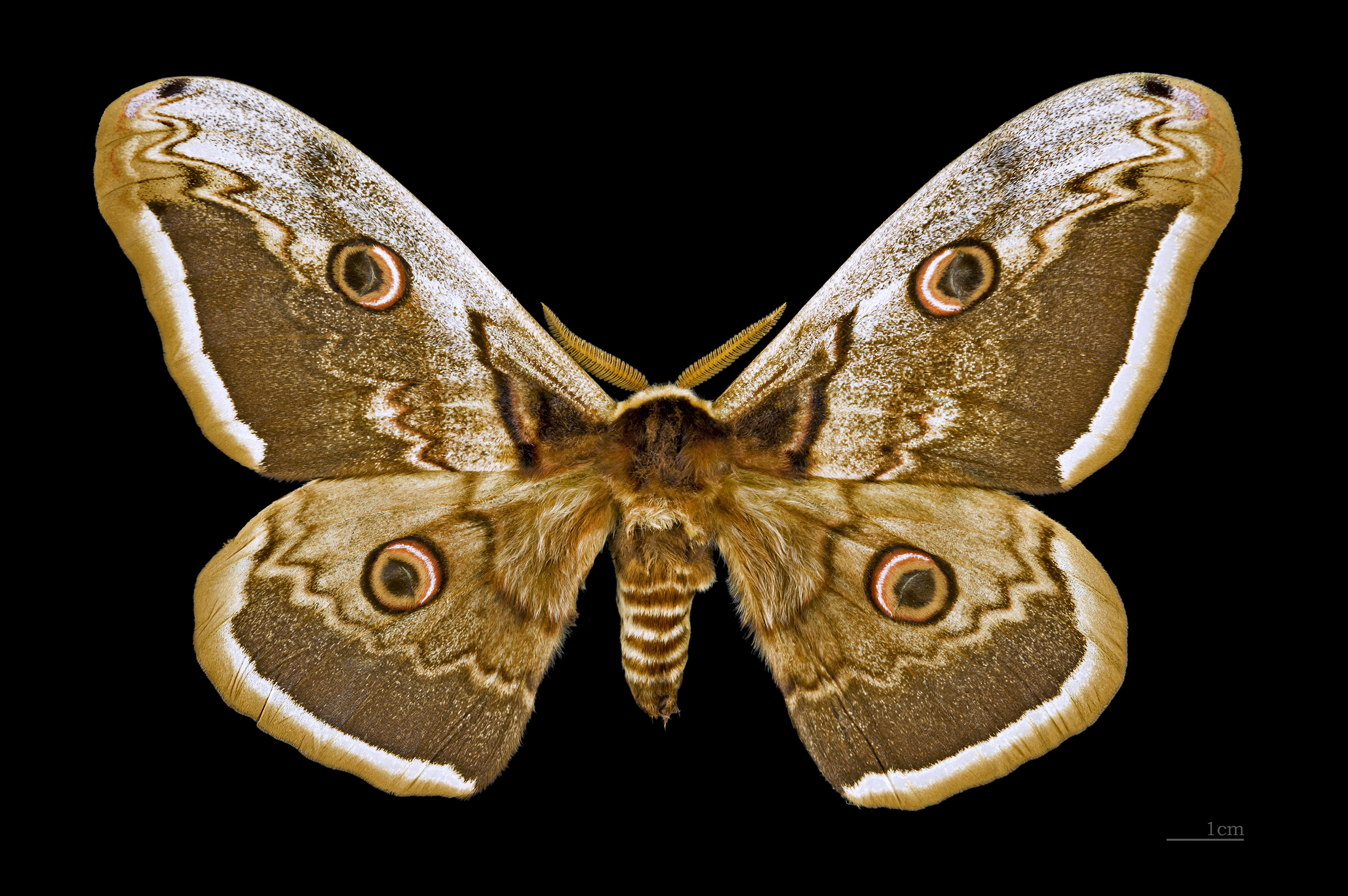
Павлиноглазка грушевая
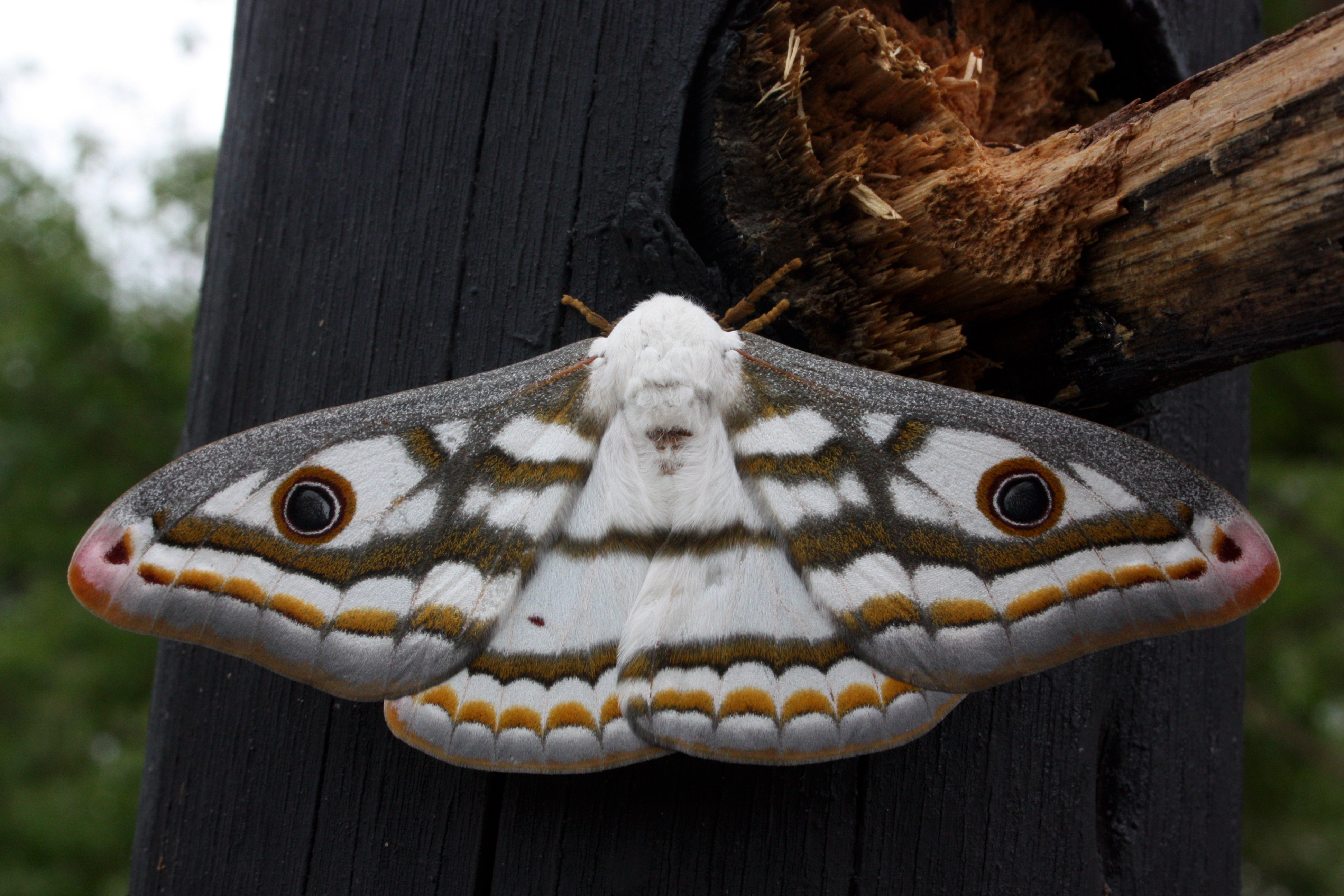
Heniocha dyops